# Кандибка
Канди́бка (Stylodipus G. M. Allen, 1925) — рід гризунів з родини Стрибакові (Dipodidae).

## Опис
На відміну від Allactaga, вуха у кандибок короткі — 10—18 мм проти 55—80 у поширених в Україні Allactaga major.

## Систематика
Рід був виділений в окрему групу Гловером Алленом в 1925 році.
У працях початку і середини 20 століття визнаною науковою назвою роду була Scirtopoda Brandt (назва виявилася преокупованою: Scirtopoda (Halticus) Brandt, 1844 non Halticus Hahn, 1831 (рід Hemiptera)).

### Видовий склад
Рід включає в себе всього 3 види:
- Кандибка пустельний (Stylodipus telum) — степи від України до Монголії
- Stylodipus andrewsi — Монголія
- Stylodipus birulae
- Stylodipus sungorus — південно-західна Монголія

## РідStylodipusв Україні

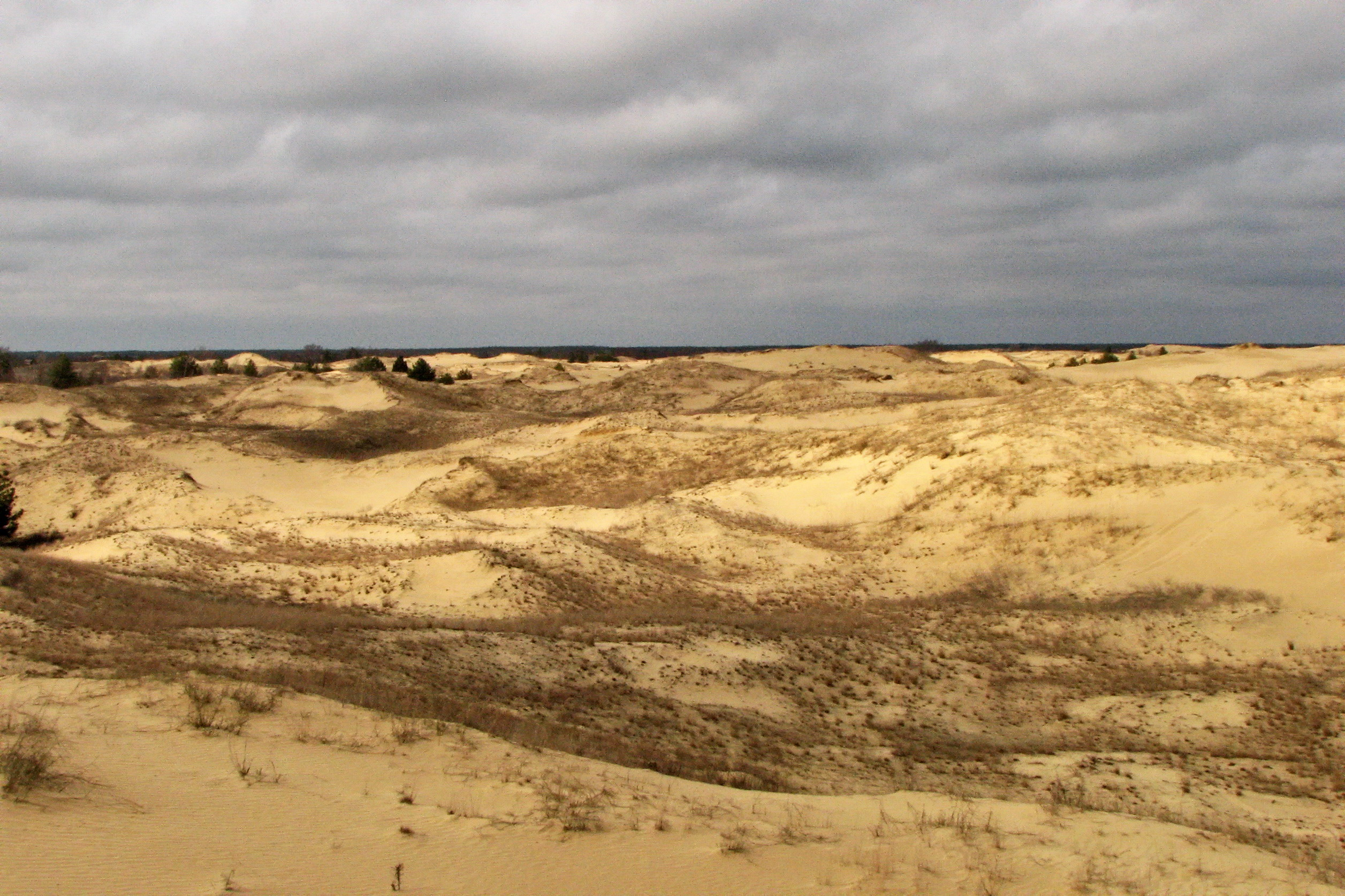
Олешківські піски — місце поширення кандибки в Україні

Рід відомий в Україні також під назвами «ємуранчик» та «трипалий земляний заєць».
Кандибки представлені в Україні найзахіднішими популяціями виду Stylodipus telum (Lichtenstein, 1823), якого місцеве населення називає «ємуранчик» або «земляний заєць». Поширення виду обмежене нижньодніпровськими піщаними аренами в межах лівобережної частини Херсонської області — Олешківські піски та Чорноморський біосферний заповідник. Ця дрібна нижньодніпровська форма має назву Stylodipus telum falzfeini — кандибка Фальцфейнова (цей підвид описано 1913 року О. Браунером). В Україні кандибки мають охоронний статус від часу першого видання Червоної книги України і дотепер (1980, 1994, 2009).

На рисунку представлений фрагмент мапи для регіону аренних ділянок Чорноморського біосферного заповідника (Іванівська піщана арена та коренева частина Кінбурнського півострова) та поширення виду кандибок пустельних Фальц-Фейна

Кандибка пустельний Фальц-Фейна (Stylodipus telum falzfeini Brauner, 1913) — ендемічний підвид з дуже малим ареалом, який обмежений лише територією Олешських (або Нижньодніпровських) пісків. Господарське освоєння регіону, особливо створення лісових насаджень, зумовили істотну фрагментацію і скорочення площі оселищ кандибки протягом останнього століття. Шляхом аналізу екологічної ніші цього виду із застосуванням геоінформаційних технологій та методів багатовимірної статистики, на основі вегетаційних індексів (обчислених за даними дистанційного зондування Landsat 8) вдалося змоделювати мапу придатності оселищ для кандибки. На рисунку представлений фрагмент мапи для регіону аренних ділянок Чорноморського біосферного заповідника (Іванівська піщана арена та коренева частина Кінбурнського півострова). Моделювання просторового поширення кандибки дасть можливість встановити яку частку території Олешських пісків наразі займає популяція цього виду, провести ретроспективний аналіз змін поширення та оцінити ризик вимирання його популяції в регіоні дослідження, планувати подальший моніторинг динаміки популяції та розробляти заходи з охорони.